# Silke Müller
Silke Müller, född den 23 november 1978 i Frankfurt am Main i Tyskland, är en tysk landhockeyspelare.
Hon tog OS-guld i damernas landhockeyturnering i samband med de olympiska landhockeytävlingarna 2004 i Aten.